# Tathorhynchus plumbea
Tathorhynchus plumbea är en fjärilsart som beskrevs av William Lucas Distant 1898. Tathorhynchus plumbea ingår i släktet Tathorhynchus och familjen nattflyn. Inga underarter finns listade i Catalogue of Life.